# Malaconotus monteiri
Malaconotus monteiri là một loài chim trong họ Malaconotidae.